# Нубийско диво магаре
Нубийското диво магаре (Equus africanus africanus), наречено още степно магаре, е разпространено в Североизточна Африка – южните части на Нубия и Еритрея.

## Общи сведения
То има дълга и груба глава, сравнително големи уши, къса изправена грива и добре окосмена опашка. На височина при холката достига до 120 cm. Окраската на тялото му е канеленосива с напречни тъмни ивици над плешката, а от двете страни на предната част на тялото, както и по цялата дължина на гърба, минава по една тънка ивица.

## Разпространение
Обитава пустини и степни пространства на стада от по 10–15 женски животни, предвождани от един жребец.

## Начин на живот и хранене
Храни се с разнообразна растителност, като при недостиг на вода и храна предприема миграции. То е предпазливо и бързо бягащо животно. Живее 18–20 години.

## Размножаване
След 12 месеца бременност ражда по 1 малко.

## Допълнителни сведения
Нубийското диво магаре се смята за родоначалник на различни раси домашни магарета, които се използват като товарни и впрегатни животни в много страни. Местното население го използва и за месо.